# Супруновский сельский совет (Белопольский район)
Супруновский сельский совет (укр. Супрунівська сільська рада) — входит в состав
Белопольского района
Сумской области
Украины.
Административный центр сельского совета находится в 
с. Супруновка
.

## Населённые пункты совета
- с. Супруновка
- с. Беликовка
- с. Анновка-Терновская
- пос. Лидино
- с. Першотравневое